# セムスチン
セムスチン(Semustine)は、化学療法に用いられる薬剤である。構造的にはロムスチンと似ており、メチル基が1つ余分に付いている点が異なる。発癌性が見つかり、IARCグループ1発癌性物質とされたため、市場からは撤退した。

## 合成

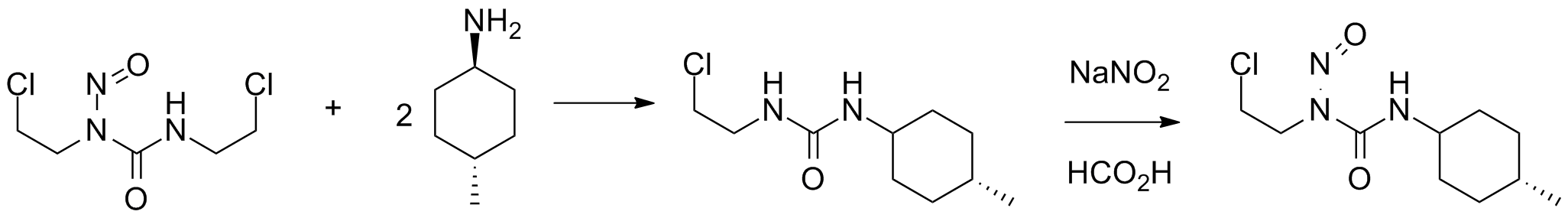
セムスチンの合成: